# Список послов России в Туркменистане
В статье представлен список послов России в Туркменистане.
- 8 апреля 1992 г. — установлены дипломатические отношения.

## Список послов
| Срок полномочий                 | Посол                        | Годы жизни | Вручение верительных грамот |
| ------------------------------- | ---------------------------- | ---------- | --------------------------- |
| 27 марта 1992 — 31 декабря 1997 | Вадим Георгиевич Черепов     | 1934—      |                             |
| 31 декабря 1997 — 13 мая 2002   | Анатолий Викторович Щелкунов | 1945—      |                             |
| 7 июля 2003 — 2005              | Андрей Фёдорович Молочков    | 1947—2005  | 4 августа 2003              |
| 16 января 2006 — 5 мая 2011     | Игорь Анатольевич Блатов     | 1946—2019  | 11 апреля 2006              |
| 5 мая 2011 — 6 апреля 2023      | Александр Викторович Блохин  | 1951—      | 8 июня 2011                 |
| 6 апреля 2023 — настоящее время | Иван Кириллович Волынкин     | 1959—      | 24 мая 2023                 |